# César Franov
César Franov (n. Buenos Aires, Argentina, 30 de julio de 1965) es un bajista que integró destacadas bandas del rock argentino, como Spinetta Jade y Los Músicos del Centro, acompañando a artistas como Luis Alberto Spinetta, Litto Nebbia, Fito Páez y Dino Saluzzi.
Es hermano mayor del pianista Alejandro Franov (Buenos Aires, 17 de junio de 1972).

## Biografía
En 1980, César Franov comenzó a tocar el bajo a los 15 años con Los Músicos del Centro. Desde 1980 se dedica a la enseñanza musical. 
A fines de 1982, con 17 años, Spinetta lo convocó para integrar Spinetta Jade, una de las grandes bandas de la historia del rock latino, con un sonido de jazz rock, en reemplazo de Frank Ojstersek. Allí toca inicialmente junto al propio Spinetta, Pomo Lorenzo (en batería) y Leo Sujatovich (en teclados). Con esta formación grabó el tercer álbum de la banda, Bajo Belgrano (1983).
A principios de 1983, con 18 años, colaboró con el bajo eléctrico en Del ’63, el álbum debut de Fito Páez, quien a su vez por entonces tenía 19 años. En 1984 se sumaron a Spinetta Jade Juan Carlos "Mono" Fontana en teclados, reemplazando a Sujatovich, y Lito Epumer en guitarra. Con esta formación grabó parte del último álbum de Spinetta Jade, Madre en años luz.También participó en el álbum Madre en años luz de la misma banda junto a Lito Epumer, Pomo Lorenzo y Mono Fontana en 1984.
Con posterioridad tocó con Litto Nebbia, Fito Páez y Dino Saluzzi. Desde entonces integró diversas formaciones, entre la que se destaca ADN, junto al baterista Pomo Lorenzo (su excompañero de la banda Jade), Pablo Suárez y Alvar Martin. 
En 2009, su álbum solista San Cristóbal fue nominado para los Premios Gardel. En 2014 grabó el disco Música experimental junto a Víctor Biglione y Horacio López, mezclado y masterizado en Consti Music por Pablo Cejas.
A finales del año 2013 nace su hija Juana Franov (Buenos Aires, 25 de octubre de 2013)

## Discografía (Álbumes)
- Sonidos de aquel día, Quique Sinesi/César Franov (1987)
- Hermanos Franov, Dúo César Franov y Alejandro Franov (1988)
- Un día, Nebbia-Franov-Minichillo en vivo en Rosario (1990)
- Electric Bass & Composición (1991)
- Silverio el Volador, solista (1995)
- San Cristóbal, solista (2009, nomimado para Premios Gardel 2009)
- Trijazz, Quintino Cinalli, Cesar Franov, Juampy Juarez (2023)